# Vånå gård

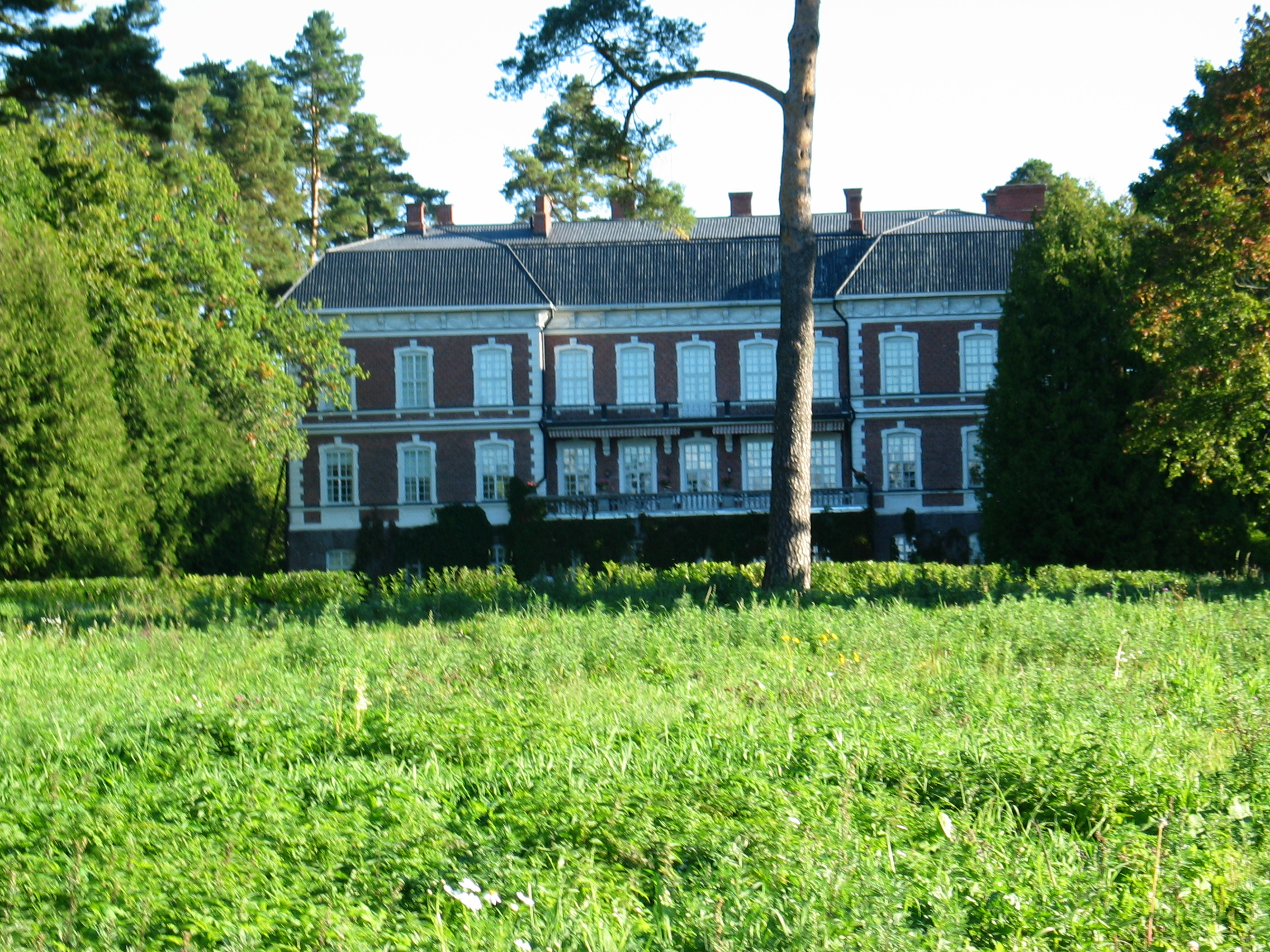
Vånå gård.

Vånå gård (även Wanantaka, finska: Vanaantaka), är egendom i Janakkala, Egentliga Tavastland, som är stamgods för ätten Standertskjöld och var fideikommiss 1797–1931. 
Vånå gård skapades 1786–1796 av majoren Henrik Johan Justander, adlad Standertskjöld 1772, genom inköp av äldre säterier och rusthåll i Vanantaka och Kernala byar. Det omfattade 1800 omkring 5 000 hektar. Efter torparlagen 1918 och kolonisationslagen 1922 kvarstod omkring 2 600 hektar. Den siste fideikommissarien Henrik Standertskjölds son, filosofie magister Gösta Standertskjöld, sålde 1978 godset till den befryndade ätten Ehrnrooth. Arealen uppgick då till 1 530 hektar, varav 165 hektar åker.
Vånå gård var tidigare känt för fasanodling; jordbruket är kreaturslöst sedan 1964. Idag bedrivs maskinellt jord- och skogsbruk. Den slottsliknande huvudbyggnaden i tre våningar med 30 rum och en souterrainvåning mot parken, är uppfört 1901 enligt ritningar av Waldemar Aspelin. Den praktfulla inredningen, bevarad rätt intakt, omfattar ett stort bibliotek, porträtt och inventarier från 1700- och 1800-talen, bland annat ryska möbler anskaffade av överste Hugo Standertskjöld, född på gården. Till gårdshelheten hör en villa uppförd 1911–1912 i jugendstil, ritad av Max Frelander och ett stall i rödtegel från 1924, ritat av Sigurd Frosterus.